# Загорци (област Бургас)
 Тази статия е за селото в Област Бургас.  За другите села с това име вижте Загорци.  
Загорци е село в Югоизточна България. То се намира в община Средец, област Бургас.

## География
Село Загорци е разположено в западната част на Бургаската низина, на 82 метра надморска височина.
Намира се на 13 km от общинския център Средец, на 43 km от областния център Бургас и на 51 km от Ямбол. Покрай селото минава шосейния път Бургас – Ямбол.

## История
Старото име на селото е Шабан-къръ. Преименувано е с министерска заповед 2820, обнародвана на 14.08.1934 г.

## Население

### Етнически състав
Преброяване на населението през 2011 г.
Численост и дял на етническите групи според преброяването на населението през 2011 г.:
|                     | Численост |
| Общо                | 272       |
| Българи             | 208       |
| Турци               | 20        |
| Цигани              | 37        |
| Други               | 5         |
| Не се самоопределят | -         |
| Неотговорили        | 1         |

## Културни и природни забележителности
В двора на училището расте дъб, който е на над 350 години.
В читалището е открита етнографска сбирка.
Край селото се издига паметник на загинали пилоти ст. лейтенант Иван Николов Рахов и ст. лейтенант Михаил Илиев Бончев от поделението в с. Равнец, област Бургас, които се разбиват със самолета си там. Паметникът представлява истинско самолетно крило. Той е поставен от колегите на загиналите пилоти, които с цената на живота си успяват да задържат самолета да не се разбие в селото. Хората от селото осъзнават това и на паметника почти винаги има цветя.

## Редовни събития
Всяка година около Спасовден е традиционният събор на селото. На 1 юни 2006 г. църквата отвори отново врати след дълги години. Храмовият празник е Възнесение Господне (Спасовден).

## Личности
- Божин Ангелов Божинов е роден в село Загорци. През 1954 г. завърша института за прогимназиални учители, а през 1964 г. – философско-историческия факултет на СУ „Св. Климент Охридски“. Работил е като директор на основното училище в с. Загорци. Има над 20 публикации на обществено-политическа, педагогическа и краеведческа тематика.